# Démon zvrácenosti
Démon zvrácenosti (v anglickém originále "The Imp of the Perverse") je krátká hororová povídka amerického spisovatele a literárního teoretika Edgara Allana Poea z roku 1845.
Povídka začíná jako esej pojednávající o vypravěčových sebedestruktivních sklonech charakterizovaných jako Ďábel zvrácenosti. Tento našeptávač popouzí člověka k věcem, před kterými rozum varuje – přesto nejsou tyto logické argumenty brány v potaz. Až na konci díla se čtenář dozvídá více o spáchaném hrůzném činu.

## Příběh
Vyprávění začíná úvahou o nesnesitelném nutkání, které vypravěč charakterizuje jako Démona zvrácenosti (více viz kapitola Analýza). Toto přemítání předchází samotnému neradostnému příběhu, jenž se vypravěč chystá zveřejnit. Domnívá se, že bylo nutno uvést některé věci, aby čtenář nebyl maten případnými nesrozumitelnostmi.
Vypravěč důkladně připravuje vraždu. Zabere mu to celé měsíce, jen stěží by mohl být nějaký obdobný čin lépe naplánován. K nekalému aktu si vybere metodu dle jistých francouzských memoárů. Napustí svíci jedem, neboť ví, že jeho oběť téměř nevětrá. Následujícího dne je oběť nalezena mrtva a vrah zdědí značný majetek. Zbaví se pečlivě zbytků svíce a nezanechá ani náznak stopy, jež by poukazovala na jeho osobu. Opájí se pocitem dokonale provedeného činu.
Časem mu však myšlenka nedá pokoje. Neodbytně se vtírá a protagonista se často přistihne, jak se polohlasem ujišťuje, že mu nic nehrozí. V jeden okamžik mu vytane na mysl vnuknutí přiznat vraždu. Dává se do běhu, pádí jako šílený ulicemi, myšlenky na něj útočí ze všech stran, dokud jej nezachytí za rameno čísi drsná ruka. Téměř v mrákotách vypustí vrah dlouho zadržované tajemství z hrdla.
Démon zvrácenosti jej vydal do rukou kata a bude na něj čekat u bran pekelných.

## Analýza
Démon zvrácenosti začíná jako esej spíše než jako fikce. Tento způsob použil Poe i v povídce Předčasný pohřeb a Nikdy se s čertem nesázej o hlavu!. Je více orientována na teorii než na samotný příběh. Autor popisuje tuto teorii zvrácenosti takto:
| „                              | …je to vlastně nutkání bez pohnutky, nemotivovaná pohnutka. Poslušni těchto popudů jednáme bez srozumitelného účelu…jasné vědomí nesprávnosti nebo pochybenosti našich skutků bývá nezvladatelnou a jedinou silou, jež nás často dohání k tomu, abychom skutek provedli. A toto nepřekonatelné nutkání páchat zlo pro zlo samo nelze analyzovat, nelze je rozkládat na podružné složky. Je to prazákladní, primární podnět - prostě elementární. | “ |
| — E.A. Poe - Démon zvrácenosti | |   |

Tato teorie vysvětluje, že všichni lidé včetně vypravěče mají sebedestruktivní tendence a tato perverznost je vypravěčovým pokusem vyhnout se morální odpovědnosti za své činy. Vypravěčova zpověď z hlediska vraha není motivována pocitem viny, nýbrž touhou zveřejnit své činy.
Teorie E.A. Poea může být i raným pohledem na podvědomí a potlačované pocity, na toto téma se více zaměřil teprve Sigmund Freud.
Mnoho z Poeových postav vykazuje neschopnost čelit Démonu zvrácenosti, např. vrah v povídce Černý kocour a vypravěč z příběhu Zrádné srdce. Protiklad k tomuto impulzu lze spatřovat v postavě C. Auguste Dupina, který využívá rozumové schopnosti a analýzu. Jeden z příkladů, které předcházely Démonu zvrácenosti se nachází ve spisovatelově románu Příběhy Arthura Gordona Pyma. V jedné scéně hlavní postava podlehne nepřekonatelnému nutkání vrhnout se z prudkého srázu.
Mimo to, kritici a scholaristé soudí, že Poe měl vlastního „ďábla zvrácenosti“. Autorův životopisec Jeffrey Meyers předpokládá, že Poe povídku napsal ve snaze ospravedlnit své trápení a sebedestruktivní sklony. James M. Hutchisson tvrdí, že dílo odráží Poeovu žárlivost a pocit zrady, jež vedly k veřejné nevraživosti vůči Henry Wadsworthu Longfellowovi a Nové Anglii, takzvaná „Longfellowova válka“ se objevila ve stejnou dobu, kdy Poe napsal Démona zvrácenosti. Tři měsíce po vydání povídky Poe zaútočil na bostonské literární kruhy, snažil se je oklamat svou obskurní básní Al Aaraaf během přednášky. Životopisec Daniel Stashower soudí, že Poeův pokus vyprovokovat jeho publikum a ještě více si jej znepřátelit bylo dílem Démona zvrácenosti.

## Historie vydání
Démon zvrácenosti byl poprvé publikován v červnu 1845 v americkém časopise Graham's Magazine. Mírně upravená verze se objevila v dárkové knize pro rok 1846 May-Flower.

## Česká a slovenská vydání
Česky či slovensky vyšla povídka v následujících sbírkách nebo antologiích:
Pod názvem Démon zvrácenosti:
- Démon zvrácenosti: Detektivní a jiné senzační příběhy, Hynek, s.r.o. , 1999, ISBN 80-86202-45-3, překlad Josef Schwarz, vázaná, 184 stran, autor obálky: Petr Sacher
- Jáma & kyvadlo a jiné fantastické příběhy (Nakladatelství XYZ, 2007)
- Jáma a kyvadlo a jiné povídky (Odeon 1975, 1978, 1987, 1988 a Levné knihy KMa 2002[11])
- Předčasný pohřeb a jiné povídky (Mladá fronta, 1970)

Pod názvem Diablik zvrátenosti:
- (slovensky) Zlatý skarabeus (Tatran, 1967, 295 stran)